# William Emerson Brock

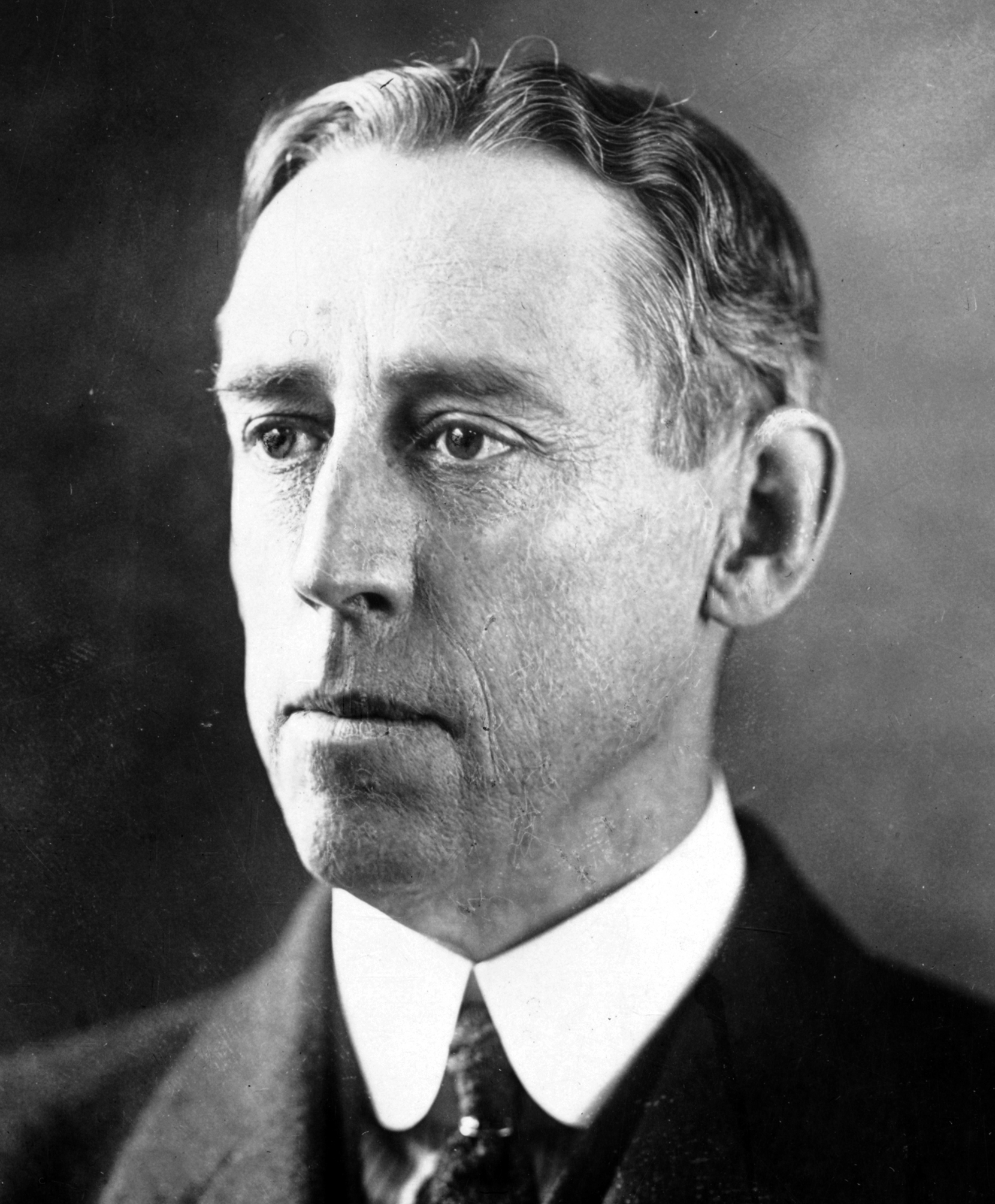
William Emerson Brock

William Emerson Brock, född 14 mars 1872 i Davie County, North Carolina, död 5 augusti 1950 i Chattanooga, Tennessee, var en amerikansk demokratisk politiker och affärsman. Han representerade delstaten Tennessee i USA:s senat 1929-1931.
Brock grundade 1906 företaget Brock Candy Company som tillverkade sötsaker. Sonen William Emerson Brock, Jr. fortsatte senare affärsverksamheten. Till sist slogs företaget 1994 samman med konkurrenten Brach's Confections.
Senator Lawrence Tyson avled 1929 i ämbetet. Guvernör Henry Hollis Horton utnämnde därefter Brock till senaten. Brock vann 1930 ett fyllnadsval för att få vara kvar som senator till slutet av Tysons mandatperiod men han ställde inte upp till en sexårig mandatperiod. Brock efterträddes som senator av Cordell Hull.
Brock var metodist. Hans grav finns på Forest Hills Cemetery i Chattanooga. Sonsonen Bill Brock var senator för Tennessee 1971-1977.